# Winterhärte
Die Winterhärte einer Pflanze ist ihre ausreichende Robustheit, einen Winter auch mit längerem Frost und widrigem Wetter in der jeweiligen Klimaregion zu überleben. Neben dem mit tiefen Temperaturen verbundenen Kältestress für die Pflanze spielen auch Trockenheit, Windlast, Reif, Temperaturstürze und der Verlauf der Bodentemperatur eine Rolle.
Der Terminus wird hauptsächlich im Gartenbau verwendet für Pflanzen, die außerhalb ihres natürlichen Verbreitungsgebietes gezogen werden. 

Der verwandte Begriff Frosthärte behandelt hingegen den Temperatureinfluss auf Pflanzen in ihrer natürlichen oder Züchtungs-Umgebung.

## Winterhärteangaben
Die Temperaturangaben zur Winterhärte können stark variieren. Zum Teil beziehen sie sich auf das generelle Überleben der Pflanze, nicht aber aller Pflanzenteile, die unter Umständen Schaden nehmen oder absterben. Entscheidend sind auch geografische Parameter zum Ursprungsgebiet der jeweiligen Pflanze wie Klima- und Vegetationszone, vorherrschende Winde und die Höhenlage des natürlichen Verbreitungsgebiets. Diese Parameter sind umso wesentlicher, je mehr sie sich vom Klima im Nutzungsgebiet unterscheiden.
Es gibt allgemeinere Klimazonen-Modelle wie die Köppen-Geiger-Klassifikation (nach Wladimir Köppen und Rudolf Geiger), die auf verschiedenen Faktoren wie Niederschlag und Temperaturen beruht und in diesem Falle fünf Hauptklimabereiche definiert, oder die daraus hervorgegangene Trewartha-Klimaklassifikation.
Es gibt aber auch Klimaklassifizierungssysteme speziell zur Angabe der „nördlichen“ Verbreitungsgrenzen von Pflanzen für gärtnerische Zwecke. Das bekannteste Beispiel ist das Klassifizierungssystem des US-Landwirtschaftsministeriums (Department of Agriculture, USDA), das unter anderem eine wesentlich feinere Einteilung in 11 Winterhärtezonen (WHZ) und zusätzliche Unterzonen bietet. Gewisse Bekanntheit hat auch ein für Gebiete des Vereinigten Königreichs entwickeltes analoges System von der Royal Horticultural Society (RHS), die „RHS hardiness ratings“.
Diese Systeme leisten (im Optimalfall) die Reduktion der Winterhärteangabe auf eine einzige konkrete Maßzahl. Dafür ist die Aussagekraft möglicherweise nur eingeschränkt auf andere als die vorgesehenen Gebiete übertragbar, da auch andere klimatische Bedingungen (beispielsweise Feuchte- oder Windverhältnisse, Dauer und Häufigkeit von Kälteperioden oder die Tageslichtbedingungen) eine Rolle spielen können. Dennoch werden die USDA-Einstufungen sehr häufig auch außerhalb der USA verwendet, da meist keine speziell angepassten, geschweige denn für eine bessere globale Aussagekraft entwickelte Systeme etabliert sind.
Statt der differenzierteren USDA-Einstufung findet man (zum Beispiel im Pflanzenfachhandel) allerdings häufiger Angaben von „(in Deutschland) nicht winterhart“ über „bedingt“ und „ausreichend“ bis „absolut winterhart“.

USDA-Klimazonen in Europa

In Deutschland reichen die USDA ratings von 5b (kühl, Alpengebiet) bis 8a (warm, Rheingraben). Für jede Pflanzenart lässt sich eine Empfehlung zur entsprechenden Winterhärtezone geben. 
In Bayern gibt es auch außerhalb der Alpen kühle Lagen, etwa mit WHZ 6a bei Rosenheim, Amberg und Hof. Die wärmsten Regionen mit WHZ 7b bis 8a liegen am Untermain.
Doch diese Einteilung ist nur eine grobe Orientierungshilfe. Entscheidender für die Winterhärte ist das jeweilige Kleinklima. Denn auch in kühleren Regionen können sich kälteempfindliche Pflanzen bei geschützter Lage gut entwickeln. Vor allem der Schutz vor kalten Ost- und Nordwinden erhöht die Überlebenschancen im Winter erheblich. So sorgen zum Beispiel eine Hügelkette, eine Hecke oder eine Hauswand für merklich höhere Temperaturen am Standort – ein Grund für das traditionelle Ziehen von Spalieren (v. a. für Birne, Marille und Pfirsich) auf der Südseite von Bauernhöfen.

## „Winterhärte“ in anderen Zusammenhängen
Das Wort geht auch zunehmend in die Umgangssprache ein, wo es sich nicht nur auf Pflanzen bezieht. Die Wörter „winterhart“ und „winterfest“ werden dabei fast synonym (also bedeutungsgleich) gebraucht, obwohl sich das erste Wort ausschließlich auf Pflanzen und das Zweite auf Unbelebtes bezieht. So wird ein Grab von der Friedhofsgärtnerei winterfest gemacht, indem lediglich winterharte Pflanzen stehen gelassen und entstandene freie Stellen mit Tannenzweigen abgedeckt werden.
Auch Bauwerke im Freien (Stützmauern, Wege, Zisternen und Ähnliches) werden heute oft als winterhart bezeichnet, wenn sie strengen Frösten widerstehen. Genauere Fachausdrücke hierfür sind jedoch Frosttiefe und -Eindringtiefe sowie Frostsicherheit und Frostbeständigkeit.